# 连环画

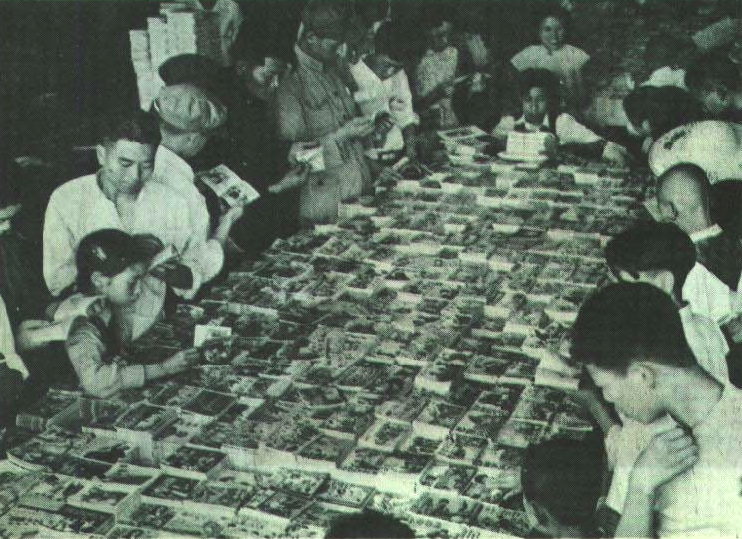
1951年上海市民阅读连环画

连环画，又称连环图画、连环图、小人书、小書、公仔书等，是以连续的图画叙述故事、刻画人物的通俗读物。这一形式题材广泛、内容多样，是老少皆宜的一种通俗读物。随着时代的变迁，连环画进入生活的各个领域，广义的连环画可以拓展到文人画的卷轴、庙堂的壁画、民间的花纸年画、建筑中木雕和砖刻。
在连环画繁荣的历史时期，人们的娱乐生活相对简单，连环画寓教于乐的方式成为许多青少年乃至成年人重要的读物。由于连环画的艺术表现形式多样，题材具有中国传统文化和一定的历史时期特色，使其与其他国家的漫画作品有着很大的区别，具有着独特的艺术表现力。

## 发展历程

### 萌芽时期
中国的连环画可以追溯到汉朝画像石、北魏敦煌壁画等，由连续的画幅来描绘故事或人物传记。在马王堆汉墓的漆棺上就有用多幅图连续描绘的“土伯吃蛇”、“羊骑飞鹤”等故事。莫高窟的敦煌壁画中的北魏壁画有《九色鹿本生》、《阁肉贸鸽图》等佛本生故事。
魏晋时期的卷轴画已经具备了连环画的特点。如东晋顾恺之的《洛神府图卷》、《女史箴图卷》，都是人物形象在卷轴画上连续出现，构成故事情节，图旁还配有简单的文字说明，与后来的连环画形式上十分相近。
隋唐时期，随着佛教的兴盛，出现了用绢幡等形式来传播佛教。绢幡是条状的细绢，上面绘有图画和文字说明，常挂在道场或经台两边。这是民间还有一种通俗的讲唱形式叫做“变文”，每段文字配一幅图，图的内容有佛经故事、民间传说等。这一问题后来影响到了诸宫调等民间文学。

### 宋到明清时期
到了宋代，随着印刷术的广泛使用，连环画的形式由画像石、壁画向写本、图书转移。有插图的书本大量出现，插图的内容生动的表现了书本的精彩内容，受到读者的欢迎。宋嘉佑八年刊刻的《列女传》是最早的多幅故事插图，连环画的形式已大致成型。现在，中国国家图书馆保存的明代万历二十年《孔子圣迹图》刻本，就是全本大副白描的图画，详细描绘了孔子的一生。
明清时代，线描的插图大量涌现。章回小说中，卷头只画书中人物的称为“绣像”，画每一回故事的称为“全图”，每回前面附多幅有故事情节插图的叫做“回回图”。

### 清末至1949年前

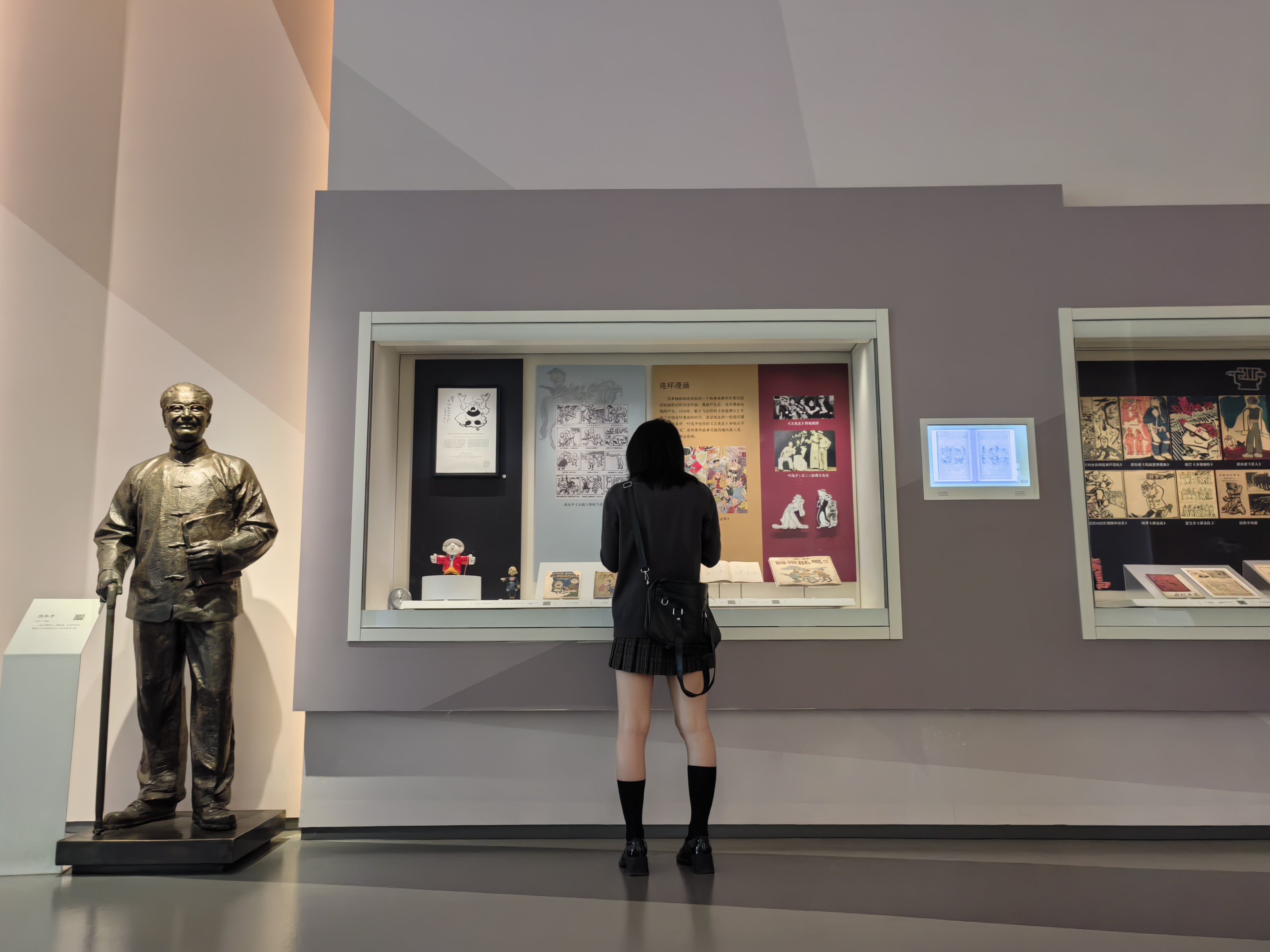
中国动漫博物馆展出的中國近代連環漫畫

清末，石印技术的发展让图画的印刷更为方便，连环画这一形势也受到了更大的推广。光绪十年（1884年），《申报》馆为增加新闻的可读性，出版了新闻连环画《点石斋画报》，内容涉及当时的时政新闻，随报赠送。因为那个时期摄影作品很少，这些新闻图画侧重纪实，有许多内容反映了机械文明的新事物和当时的风俗街景。这些内容已经成为反映那个时代的最直接的史料。后来随着摄影事业的发达，这种形式的时效性已经无法能及，也就逐渐消亡了。1899年，上海文艺书局出版了石印的《〈三国志演义〉全图》，这是第一部用连环画的形式来表现文学原著内容的作品。
民国时期，连环画开始迅速的发展，此前连环画已经有了一定的规模和影响，但称呼上不统一，南方称为公仔书、菩萨书、伢伢书，北方多称为小人书。1925年－1929年，上海世界书局先后出版了《西游记》、《水浒》、《三国演义》、《封神榜》、《岳传》的连环画书，题名上有“连环图画”，这是第一次是用连环图画作为正式名称，这一叫法一直使用到1950年代，后改为“连环画”。从1920年代开始，连环画多出版成64开本，这种形式成为此后连环画的主要版式。
这一阶段的连环画题材除了传统的古典文学和神话传说之外，由于舞台戏剧越来越受到民众的喜爱，连环画开始描摹舞台场面和故事。受到有声电影的影响，人口冒气添加人物对白的“口白”开始出现，打破了传统的上文下图的脚本构图形式。
这一时期最著名的作品有叶浅予的《王先生》和张乐平的《三毛流浪记》。《王先生》以一个平凡小人做主角，用漫画的形式描绘了在当时的背景下一个小人物的生活点滴。从1929年开始，《王先生》先后在《上海漫画》、《上海画报》、《时代漫画》连载，前后共连载了十年，是迄今为止连载时间最长的连环画。1947年张乐平的漫画《三毛流浪记》在上海《大公报》发表，一个大脑袋、三根头发、蒜头鼻的男孩子「三毛」很快就成为了一个家喻户晓的形象。张乐平笔下的三毛是个贫穷、正直的孩子，他倔强的性格深入人心，在普通民众中引起了很大的共鸣。在中华人民共和国成立之后，张乐平还以三毛在新社会生活为题材，创作了新作品。
1930年代和1940年代，在中国共产党实际控制的地区，连环画也成为一种民众喜闻乐见的宣传方式。在当时的历史背景下，出现了许多有关共产党土地政策、抗日政策、宣传新婚姻法等内容的连环画作品，如吕蒙、亚君、莫朴创作的24开木刻连环画《铁佛寺》。这一时期的连环画作品印刷受到当时条件的局限，流传下来的比较少，在1990年代后的收藏市场上十分抢手。

### 1949年后中国大陆的连环画创作

#### 繁荣时期

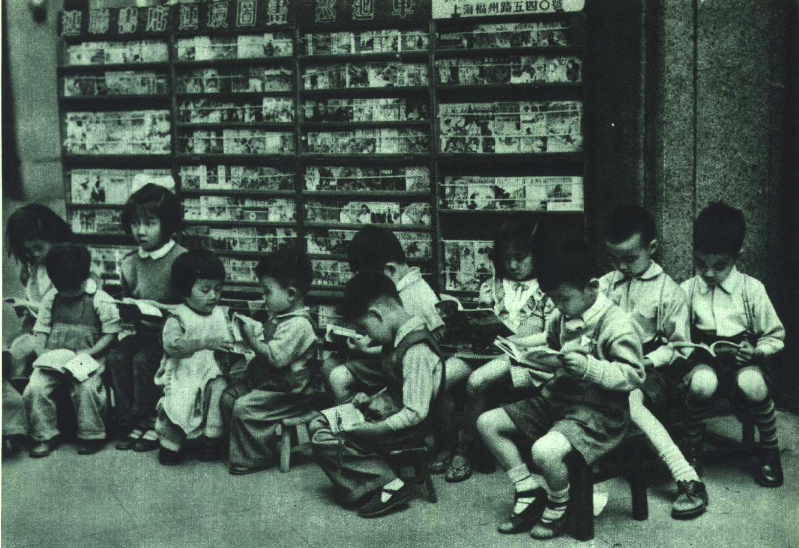
1951年上海联合书店前儿童在阅读连环画

1949年后到1966年，连环画艺术有了很大的发展。由于图画的通俗性，中华人民共和国政府把连环画作为教育民众的一种重要方式。在这一时期，连环画作品充实着人民的文化生活，不仅是青少年的重要课外读物，也是许多成年人文化娱乐的重要内容。1950年代，政府对连环画的出版单位进行了重组，此后的出版工作主要由北京人民美术出版社和上海人民美术出版社进行。1951年底，一个以连环画为内容的期刊《连环画报》创刊。这期间的连环画作品呈现出有计划和有规模地进行选题、编绘和出版。这一时期政治上主张绘画从业者创作大众喜闻乐见的作品。另一方面，由于连环画的发行量比较大，绘图者的报酬与其它以绘画为生的行业相比更为丰厚。这两种因素使许多人投入到连环画的创作中，其中不乏像王叔晖、刘继卣这样的国画大师。名家的作品一方面提高了连环画的艺术水准，另一方面也提升了后来的收藏品市场。少数民族语言和外语的连环画作品也有出现。由丁斌曾、韩和平绘画的10册套《铁道游击队》（刘知侠原著，董子胃改编）从1955年到1962年出版完毕，此后这套书共再版20次，印数达到3652万册，在那个时代有很大的影响，也是迄今为止印量最大的作品。1957年，连环画《三国演义》由上海人民美术出版社出版，全套共60册，7000多幅画图，这是迄今为止篇幅最多的一套连环画作品。另外由于在二十世纪五十年代当时所处的国际形势下，如朱宣咸所画的《伟大的友谊》这类反映中苏友谊及苏联专家到中国来援助建设新中国题材的连环画，也流传甚广。
这一时期的连环画题材多反映中华人民共和国建国后的民众生活和建设热情；中国传统名著和神话题材也有表现，但要求符合新社会的价值观。由于当时中华人民共和国与国际社会交流很少，外国题材的内容多是引进苏联的作品，宣传共產革命和社会主义。这期间还有一些介绍连环画史的专著诞生，使连环画的创作理论更为丰富。

#### 停滞阶段
1966年，文化大革命开始後，中国大陆的连环画创作基本处于停滞状态。1971年，中华人民共和国国务院总理周恩来“为解决下一代的精神食粮问题”，批示恢复连环画出版。这个时期的连环画作品都以宣传为主，八个样板戏《红色娘子军》、《白毛女》、《海港》、《沙家浜》、《红灯记》、《奇袭白虎团》、《智取威虎山》、《龙江颂》的内容成为题材，文革时期还出现了众多的改编题材的文革连环画，如《林海雪原》《毛主席的好战士——雷锋》等。文革时期出现的连环画并带有文革鲜明特征（如扉页印有毛主席语录或马恩列斯语录），遵循“三突出，红光亮”的原则，这一时期的作品称为“文革连环画”，其中八大样板戏称“文革样板戏连环画”。

#### 繁荣顶峰
1978年后，中国大陆的建设开始全面恢复，连环画也迎来了第二个繁荣期。以1982年为例，全年共出版连环画作品2100余种，单本印量10万册，相当于1960年代印量的20倍。这期间连环画题材更为广泛，各国文学改编的连环画层出不穷。在形式上除了小人书经久不衰，许多16开的连环画书籍也大量出现，彩色画幅的作品有些也十分精美，收入对于创作人才的培养也受到了前所未有的重视。1980年，中央美术学院开设了连环画专业，连续招生10年，于1990年撤销。1985年，中国连环画出版社成立，是以画种分工成立的国营专业出版社。
1985年后，影视媒体的飞速发展丰富了民众的娱乐生活，外国漫画、動畫更容易受到青少年的欢迎，小人书已经不是不可缺少的娱乐方式。连环画市场不断被影视媒体所抢占，鼎盛时期结束，小开本的连环画亦不再出版。仅有一些著名版本的作品重新出版，满足人们收藏的需要。多数连环画名家回归本行，年轻的美术人才不再看重这种艺术形式，连环画的创作和销售市场出现难以回升的低谷。
随着改革开放在中国大陆的推行，连环画也成为文化交流的重要内容。1987年，连环画家贺友直受法中友好协会的邀请，在法国昂古莱姆举办了个人作品展。

## 现状
1990年代中后期，连环画以收藏品的身份再次回到人们的视野。由于最初连环画售价十分低廉，而1990年后的收藏使其价位迅速抬升，尤其是一些名家作品和特殊历史时期作品，更是价格不菲。2005年春季，程十髮的一部连环画原稿拍卖成交价是1100万元。
連環畫具有很大的收藏意義，它是反映中國一個時代的簡寫。連環畫現時的收藏價值以品相為主，故稱“先看品相後看書”的理論，一本相同的書，十品與九五品之間價格可以相差好幾十倍。連環畫公認十品為：必須完全平整、直板、結實、直角，嶄新雪白光亮，即如印刷廠剛出廠般完美。

## 連環畫收藏的品相標準
- 十成品相：全書嶄新、平整，封面封底無磨損、無折痕，如同未經翻閱的完美。

- 九成品相：全書基本嶄新，封面、封底有自然磨損，有少數輕度折痕，無筆痕，有原灰，但可除去，除灰時不損壞書。

- 八成品相：封面、封底有不能除去的輕度汙跡（如汗漬、鏽跡等），書邊，書角微損。

- 七成品相：封面、封底有中度磨損，無缺角無破損，內頁較乾淨、平整，有部分卷角，有個別字迹，但不能有原子筆、簽字筆、彩色筆等筆跡，亦不能有明顯汙跡。

- 六成品相：封面、封底失去大部分光澤；有明顯的疤痕和角比特受損，有明顯的汙跡或刻意的修補，但不能缺皮少頁。

- 五成以下的書，除非罕見或作為資料備存，否則沒什麼收藏的價值。

## 艺术形式
连环画作为一种艺术形式，集绘画、文学、装帧于一体，具有其特殊的艺术性。由于这种体裁的作品直接面对普通大众，对读者的文化层次要求低，影响面广泛，因此所以创作上具有很强的时代性，对于研究者而言也具有相应的史料价值。
连环画的艺术表现形式主要可以分为以下几类：
- 线描连环画：线描作品传承自中国古代的绣像，用清晰的线条勾画出人、事、景、物。
- 素描连环画：用素描的手法，不用线条，采用明暗对比、透视等方式进行描绘。
- 水彩连环画：传自欧洲的水彩画，画笔水分的多少、浓淡产生明暗、润湿和融合的效果
- 木刻连环画：最早用刀刻木板后再拓印，由于木板在拓印后一定数量的纸张后就不能使用，所以早期木板作品成本较高，且印数较少，现在的收藏价值也被炒作得很高。后期的木刻连环画，多采用木刻的形式来表现内容，而不再真正以木刻的方式制版印刷。
- 漫画连环画：漫画的形式在西方国家十分流行，1930年代传入中国，对人物形象表现夸张，比较著名的作品有《王先生》和《三毛流浪记》。

工笔、写意、水粉、油画等形式在用与连环画的绘制之中，随着彩色印刷技术的发展，彩色的连环画作品借助这些标写手法更显出了连环画作品的艺术美感。此外，剪纸、布贴等也被用与连环画的创作。摄影和电影技术从一开始，就进入了连环画创作的领域，成为重要的创作方式。
除了图象之外，连环画的文学脚本有决定主题，补充画面，增强艺术感染力的關鍵作用。好的脚本，是对原故事進行較好的改編，文字简略但能表达重点。故脚本好坏也是决定连环画作品能否深入人心的重要因素。

## 连环画名家
经典连环画作品具有很高的艺术性，每一个画幅的绘制都凝聚了创作者的智慧和技法，体现了画家的不同风格，造就了一批批的连环画家。如1940年代的“四大名旦”（沈曼云、赵宏本、钱笑呆、陈光镒），“四小名旦”（赵三岛、笔如花、颜梅华、徐宏达），此外还有施大畏、程十髮、刘旦宅等。1950年代后的“南顾北刘”（顾炳鑫、刘继卣）、“南北二刘”（“北刘”刘继卣、“南刘”刘旦宅）、王叔晖、贺友直、戴敦邦、华之训、华三川、沈尧伊、陈玉先。1980年代后有“南雷北燕”（雷德祖、高燕）等。

## 部份连环画作品
1920年代~1930年代
- 赵宏本：《文天祥》、《史可法》、《阿Q正传》、《桃李劫》、《雷雨》、《咆哮的许家屯》、《天堂与地狱》、《东方朔》、《瑶池赴会》、《八仙过海》、《三老图》、《水浒108将图》
- 沈曼云：《济公传》、《十八罗汉收大鹏》、《沈万山》、《霓儿》、《审头刺汤》、《豪侠马青锋》、《七个红面孔》、《小梁山》、《公主与狮子》、《虎儿》、《八个黑面孔》

1950年代~1960年代
- 王叔晖：《西厢记》、《王叔晖连环画作品选》4册、《梁山伯与祝英台》、《梁山伯与祝英台》 彩绘本、《生死牌》、《桑园会》、《孔雀东南飞》、《新白娘子传奇》、《杨门女将》、《木兰从军》
- 上海人民美术出版社：《铁道游击队》10册、《林海雪原》6册、《水浒传》、《三国演义》60册、《西游记》
- 天津人美术出版社：《烈火金钢》7册、《敌后武工队》6册
- 人民美术出版社：《新儿女英雄传》4册
- 福建人民出版社：《小城春秋》3册

1970年代~1990年代
- 安徽人民出版社：《一個牧羊人》、《花的傳說》、《月亮寶石》、《安慶保衛戰》、《捻軍的故事》5册
- 中国电影出版社：《基突山伯爵》上下2册
- 河南人民出版社：《说岳全传》8册
- 上海人民美术出版社：《马二先生》、《蟋蟀》、《巴尔扎克》、《登攀之路》、《华盛顿》、《拿破仑》